# トリス(2-シアノエチル)ホスフィン
トリス(2-シアノエチル)ホスフィン（英語: tris(2-cyanoethyl)phosphine）は、化学式が  P(CH2CH2CN)3 で表される有機リン化合物である。トリアルキルホスフィンとしては珍しく、空気中で安定した白色の固体である。アクリロニトリルをホスフィンでヒドロホスフィン化することによって合成する。この化合物は多くの研究の対象となっている。例えば、有機ジスルフィド類の脱硫に効果的な試薬である。